# Борщів (катер)
«Борщів» (U-722, до 01.08.1997 ПЖК-38) — український протипожежний катер, який перебуває у складі Військово-Морських Сил України. У ВМФ СРСР носив назви ПДК-38 та ПЖК-38.
Конструктивно катер однопалубний з втопленим півбаком і надбудовою по центру. Непотоплюваність забезпечена при заповненні одного будь-якого відсіку. Буксирний пристрій дозволяє розвивати тягове зусилля до 8 т. За запасами провізії і прісної води автономність для 26 осіб становить 5 діб. На озброєнні цього перебувало чотири лафетних стволи “ЛС-1”, два переносних лафетних стволи “ПЛС-75”, дві установки пінно-хімічного гасіння “ПГ-50”, установки повітряно-пінного гасіння “ВПС-75”, установка вуглекислотного гасіння “СУМ-8”. Також, було зарезервовано місця для 12,7-мм кулеметів.

## Історія корабля[1]
Протипожежний катер проекту 364, при закладці “ПЖК-38”, був споруджений у 1954 році на суднобудівному заводі №341 «Вимпел» в Рибінську, СРСР. Того ж року введений до складу Чорноморського флоту СРСР як протипожежний дезактиваційний катер «ПДК-38». У 1977 році перекласифікований у протипожежний катер із присвоєнням назви «ПЖК-38». Судно входило до складу аварійно-рятувальної служби (АРС) ЧФ з базуванням на Очаків. Під час поділу флоту 1 серпня 1997 року судно введене до складу ВМС України, отримало назву «Борщів», на честь однойменного міста Тернопільської області, із присвоєнням бортового номера «U-722».
З 2004 року катер входив до складу Центру пошуково-аварійно-рятувальних робіт ВМС Збройних Сил України. Базувався на Стрілецьку бухту Севастополя.
Під час Російської інтервенції в Україну 2014 року 20 березня 2014 року на судні був спущений прапор ВМС України та піднято прапор ВМФ РФ. 30 квітня 2014 року “Борщів” без прапорів впізнання був поведений російськими буксирами зі Стрілецької бухти Севастополя для передачі українській стороні за межами 12-мильної зони і подальшого буксирування до Одеси.
До моменту списання, судно входило до 28-го дивізіону аварійно-рятувальної служби.
За період служби у ВМС України автору тексту не вдалося знайти підтверджень проведенню докових та поточних ремонтів катера. При цьому проектний термін служби перевищено у декілька разів! Всі без виключення системи та механізми судна вичерпали можливі терміни експлуатації. Корпус прогнив.
16 вересня 2019 року Наказом Міністра оборони №494 було списано зі складу ВМСУ.